# Aura

Obrys lidského (mužského) těla obklopeného „zářivým energetickým polem“

Aura je podle parapsychologie, alternativní medicíny a okultních věd energetické pole okolo živých organismů. Tedy nejenom lidí, ale i zvířat a rostlin. Lidé zabývající se aurou popisují barvy, tvary a defekty aury. Auru se podle nich může naučit vidět poctivým trénováním téměř každý jedinec.[zdroj⁠?!]

## Vlastnosti aury
Aura se podle zastánců její existence skládá z vrstev. Základní dělení je na nižší tělo, astrální tělo a vyšší tělo. Některé systémy rozeznávají jen tyto tři vrstvy, jiné až sedmnáct. Vrstvy se liší frekvencí energie, která je tvoří. Nelze si je ale představovat jako slupky cibule, ale spíš jako matrjošky, které jsou plné a větší vždy zasahuje dál, než menší, která je do ní vnořená.[zdroj⁠?!] Aura má různé barvy a vlastnosti. Je to obrovská energie která obklopuje každého z nás. Údajně také existují lidé, kteří dokáží auru vidět. Většina lidí tvrdí, že jsou to mýty, servery zabývající se aurou se však snaží existenci hmoty kolem lidského těla vědecky dokázat.  Z vědeckého pohledu se však jedná jen o teplo, které sálá z každého lidského těla. 
Aura má být energetická struktura, kterou spoluvytvářejí vnitřní prána, neboli energie Paramátmy), kterou využívá átma, a vnější prána přijímaná čakrami a je projevem životních aspektů v energetickém poli. Jsou zde přítomny veškeré emoce, myšlenky, představy, zkušenosti i záměry, které člověk má.
Základní vlastností energie v auře je pohyb. Pokud se energie nehýbe nebo je blokována, může se projevit jako bolest nebo nemoc fyzického těla, špatné mezilidské vztahy nebo negativní životní situace. Úkolem léčitele je pak tento pohyb obnovit.[zdroj⁠?!]

## Nevědecký pohled
Někteří lidé, například metafyzikové New Age, identifikují auru s elektromagnetickým polem. Tvrzení, že taková pole je schopno vnímat lidské oko, je považováno za paranormální: mnohá výrazně citlivější zařízení při pokusu zachytit toto pole neuspěla. Některé výzkumy ovšem takové elektromagnetické pole pomocí přístrojů zachytily, například výzkumy Mezinárodního institutu biofyziky v německém Neuss.[zdroj⁠?!]
Jiní lidé samozřejmě tvrdí, že se o elektromagnetické pole nejedná.[zdroj⁠?!]
Orgánem „vidícím“ auru nemusí být oko. Zmiňována je 6. čakra také zvaná třetí oko. Zrakovým vjemem je pak superpozice obrazu z oka a z čakry. Tato teorie je podporována případy, kdy lze vidět auru i se zavřenýma očima či kdy ji „vidí“ i slepí lidé.[zdroj⁠?!]
Všechny dosavadní experimenty ověřující opakovatelnost schopnosti člověka vidět auru selhaly.[zdroj⁠?!]

## Možná vědecká vysvětlení
Existuje řada poruch vidění způsobujících, že člověk vidí něco odpovídajícího popisu aury. Jedná se ale o zrakový klam, který nemůže prozradit nic dalšího o pozorovaném.[zdroj⁠?!]